# مرکز آموزش فضانوردان گاگارین
مرکز آموزش فضانوردان گاگارین (به روسی: Российский Государственный Научно-Исследовательский Испытательный Центр Подготовки Космонавтов (РГНИИЦПК) им. Ю. А. Гагарина) مسئول آموزش فضانواردان در ماموریت‌های فضایی روسیه و شوروی سابق است و پرورش‌دهنده سه نفر از بزرگترین فضانوردان روسی و بیش از نیمی از آن‌ها است. تا آوریل ۲۰۰۹ این مرکز متعلق به وزارت دفاع روسیه با همکاری آژانس فضایی روسیه بود. پس از انتخاب دمیتری مدودف به عنوان رئیس جمهور، وی دستور داد که این مرکز به آژانس فضایی روسیه منتقل شود. مدیر کنونی این مرکز سرخی کریکالف، فضانورد و مهندس مکانیک روسی است.

## نگارخانه

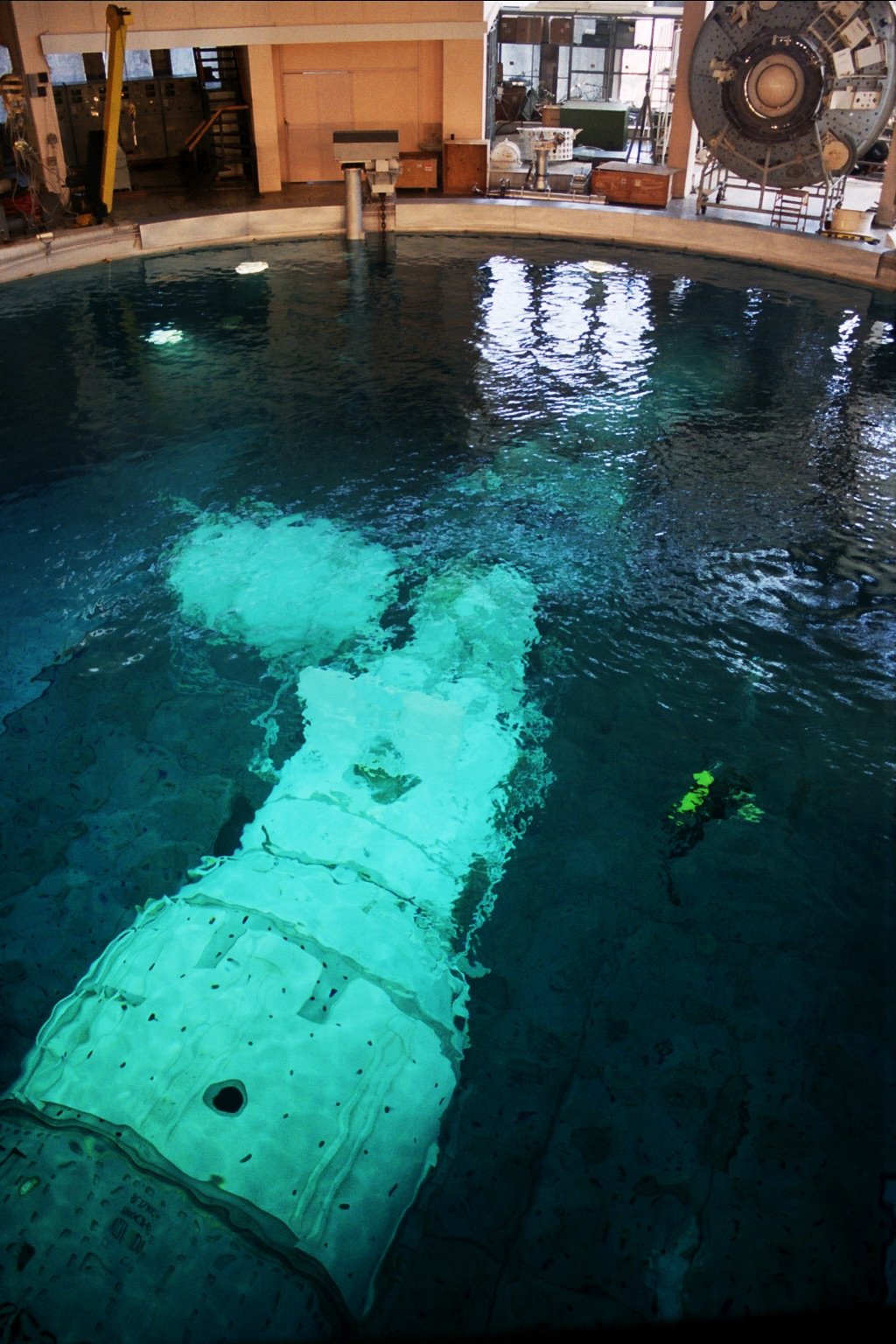
آموزش فضانوردان با ماژول آموزشی زاریا در استخر GCTC.
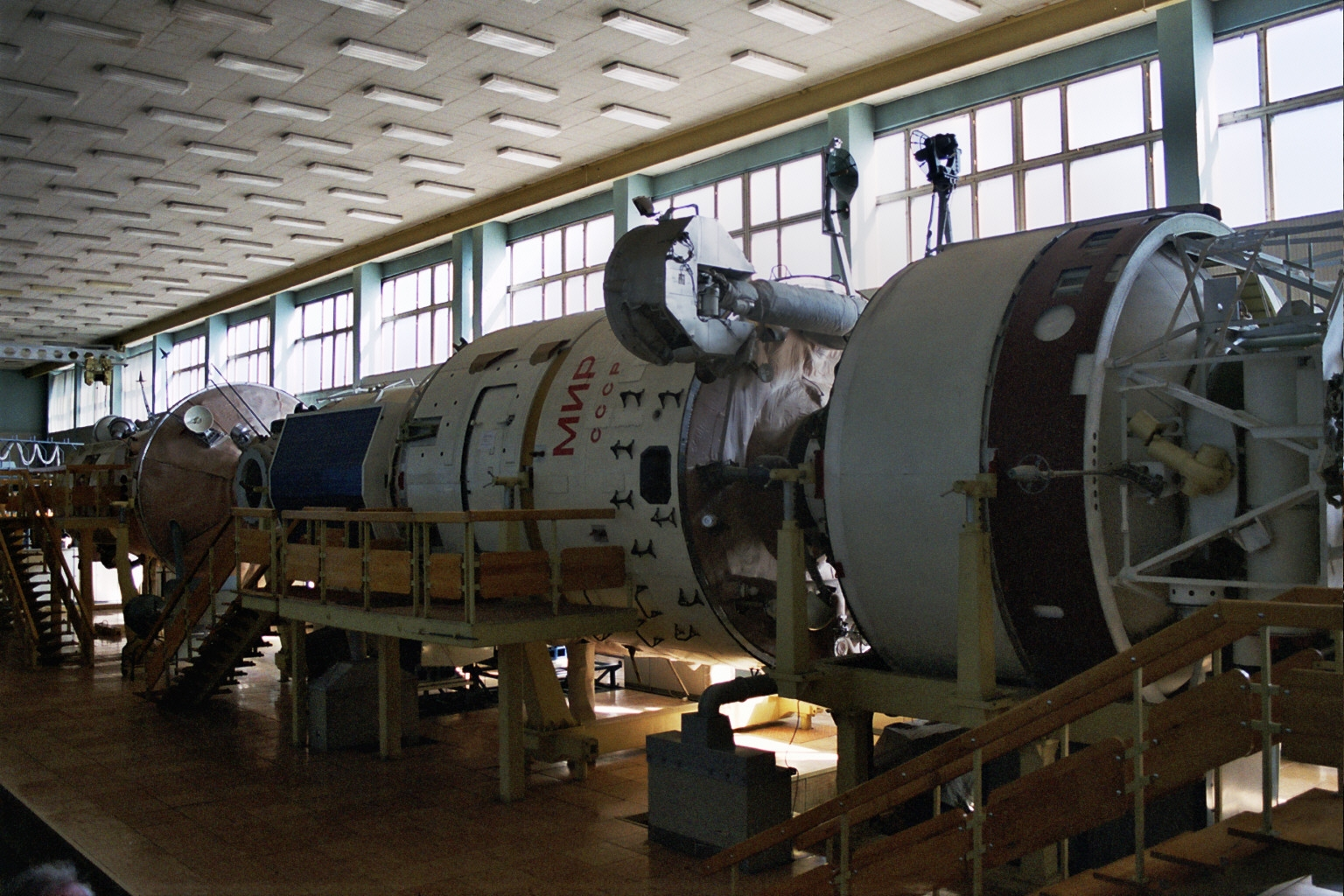
ماژول آموزش میر
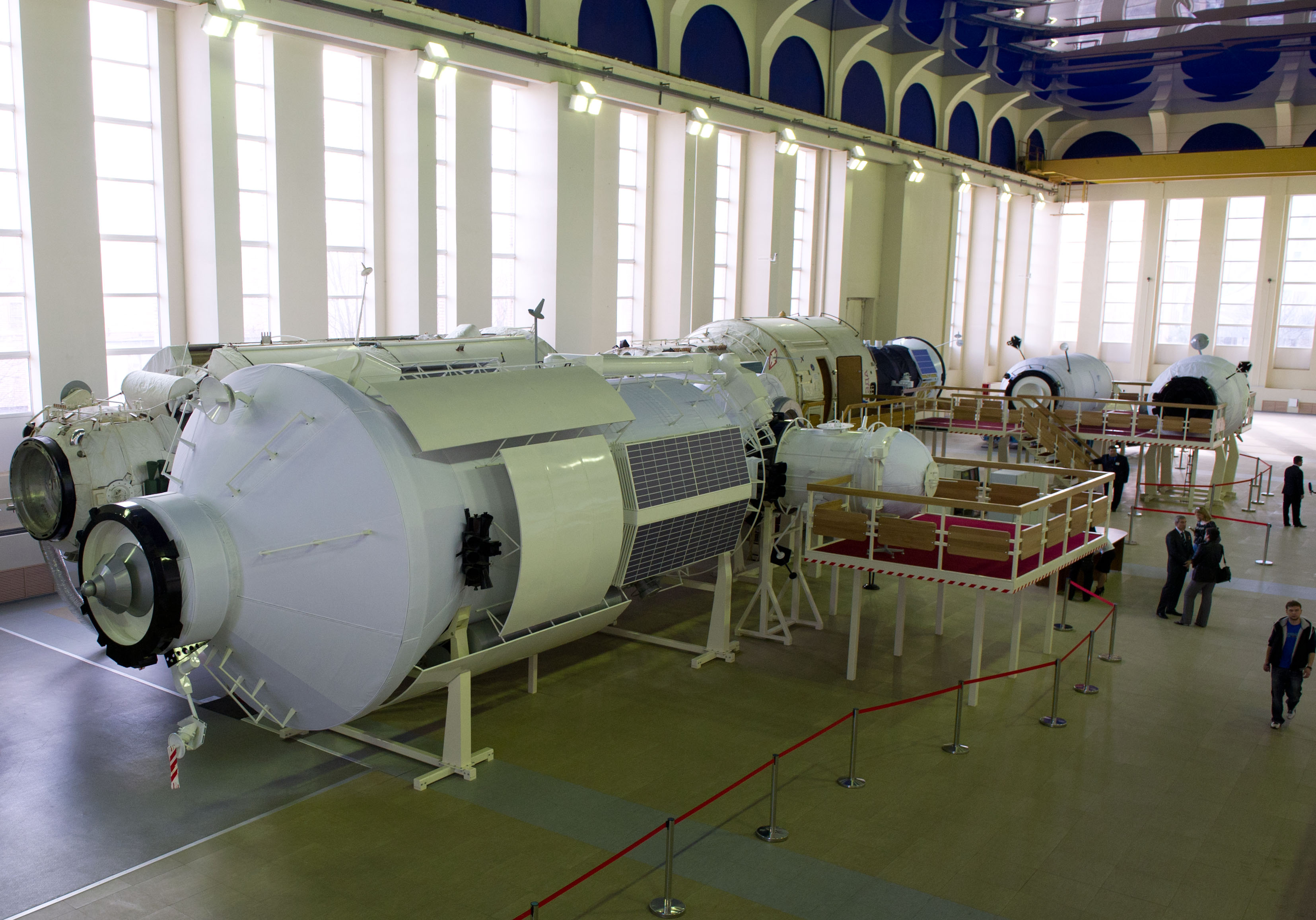
ماژول های آموزشی ISS
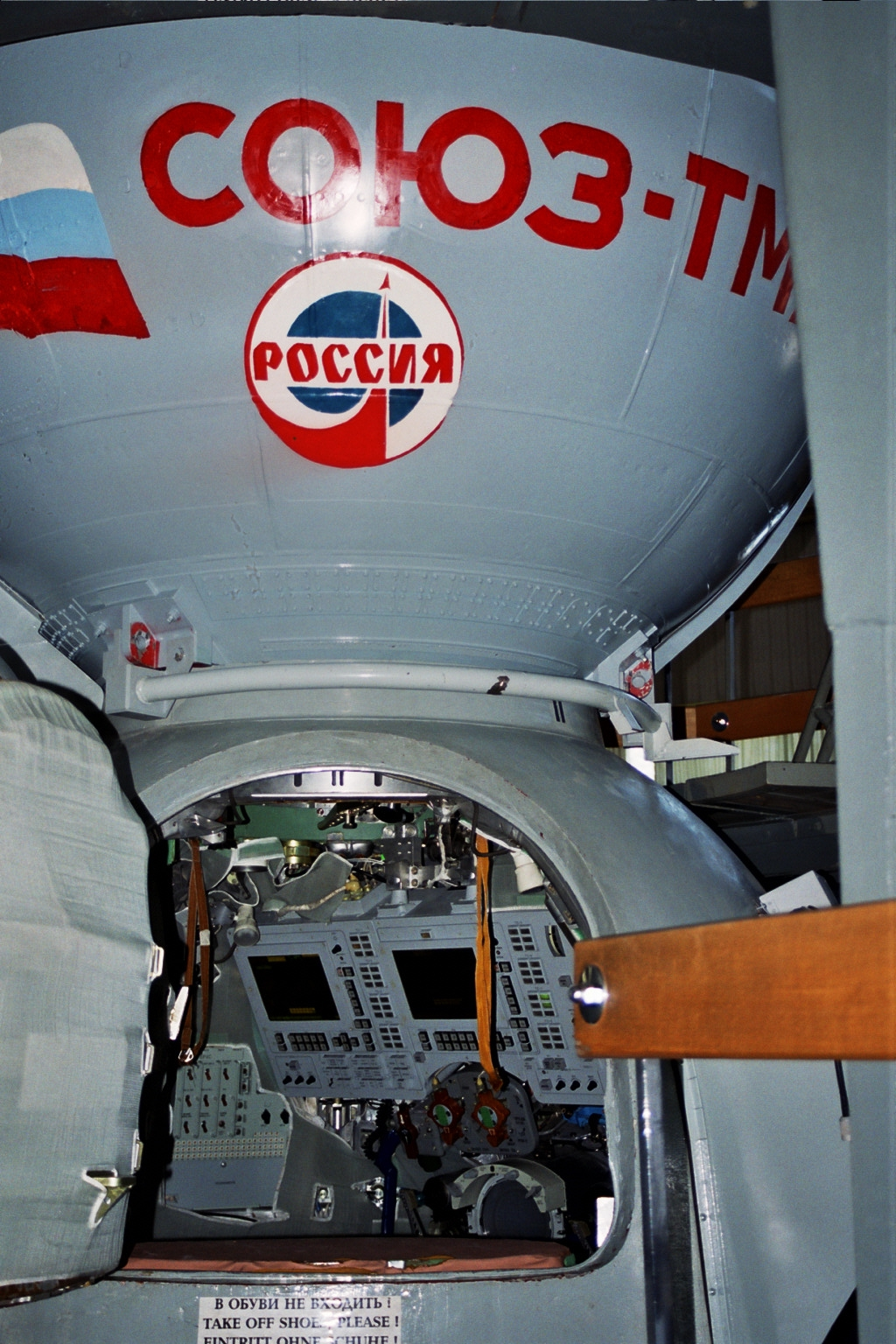
ماژول آموزشی TMA سایوز
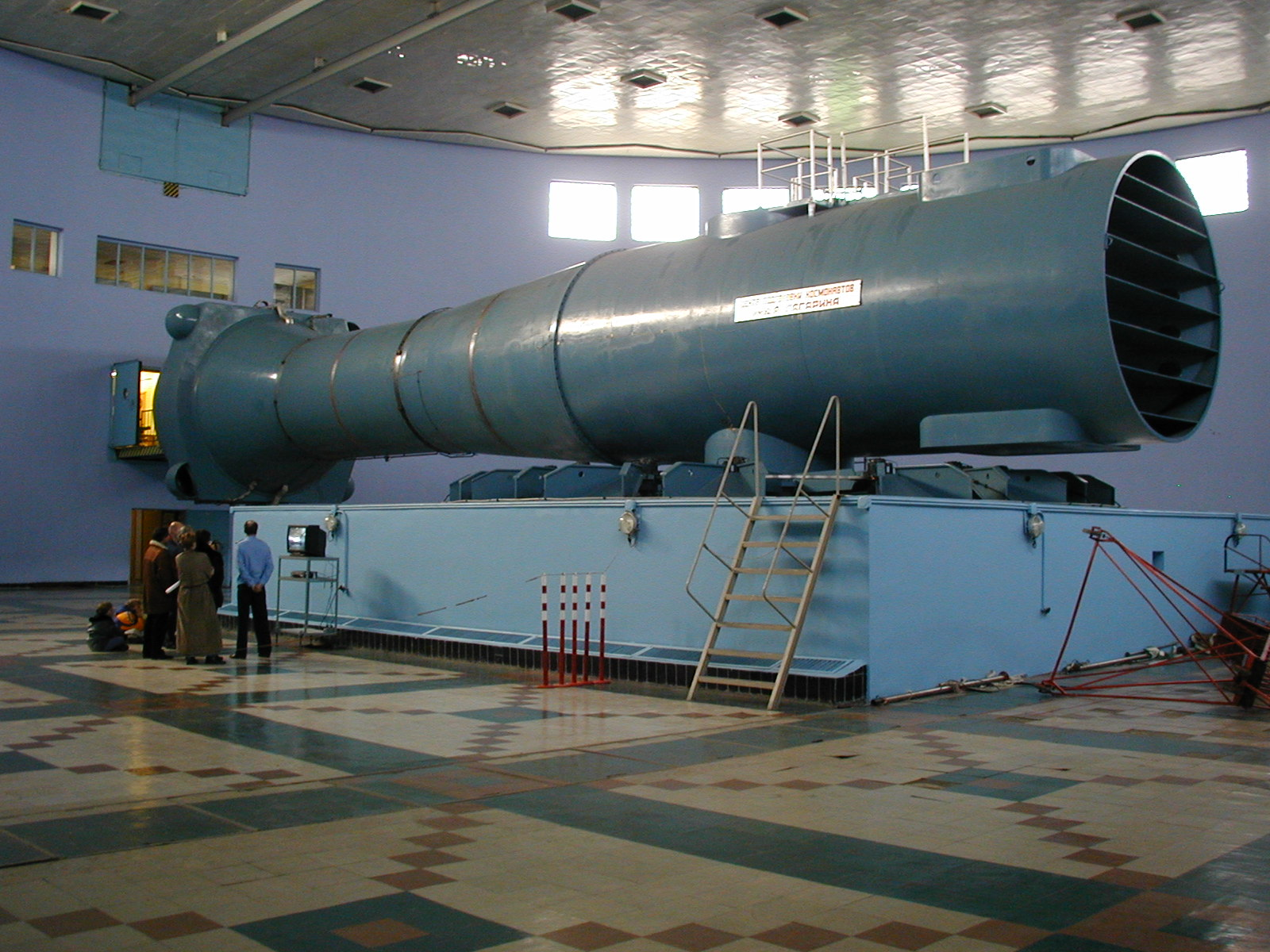
دهانه سانتریفیوژ در مرکز آموزش فضانوردان یوری گاگارین در شهر ستاره.
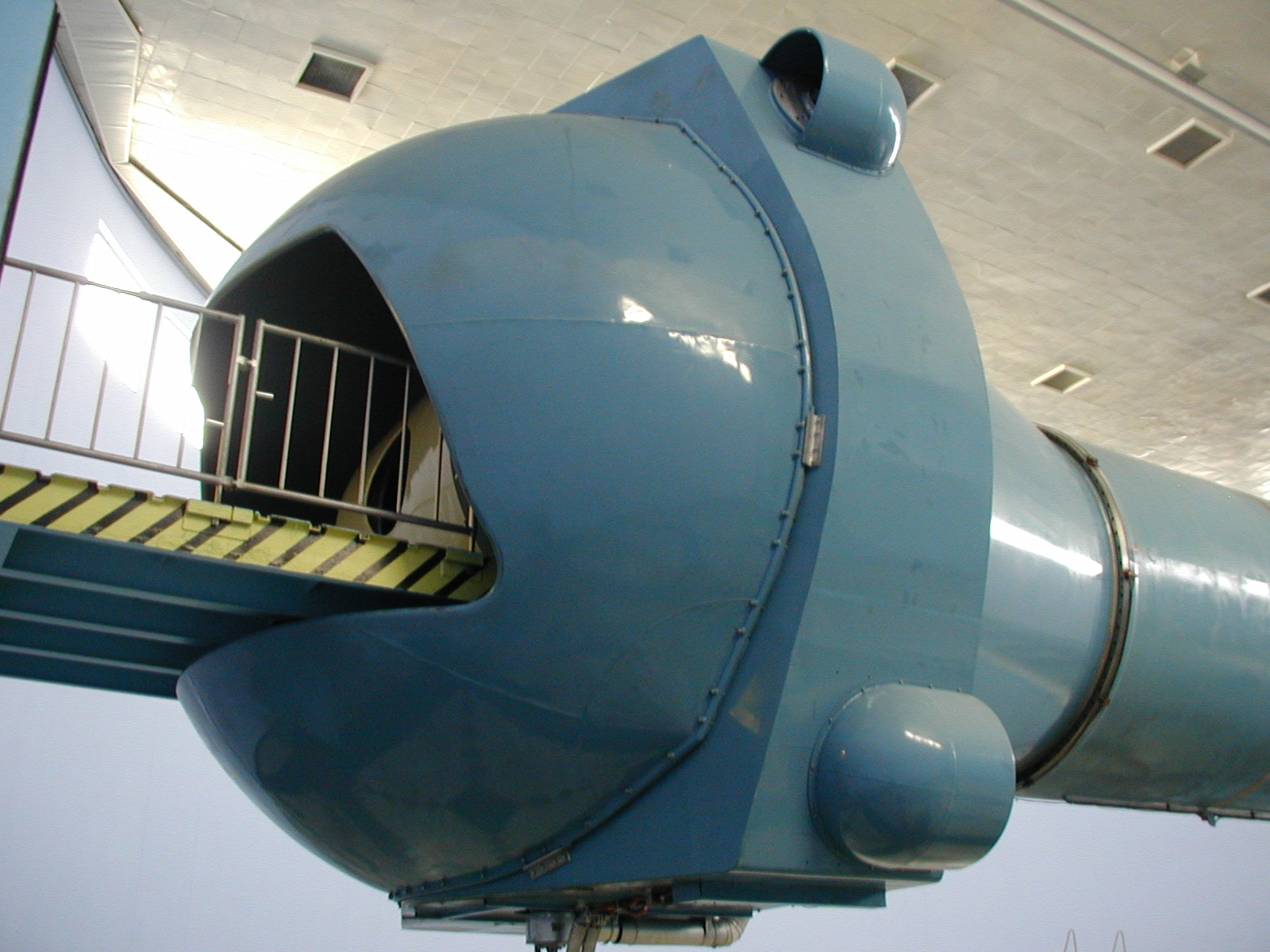
مادر همه سانتریفیوژها - مرکز آموزش فضانوردان یوری گاگارین